# 운몽공주
운몽공주 주헌원(중국어: 雲夢公主 朱軒嫄, 1584년 - 1587년)은 명나라 시대의 공주이고, 명 신종의 4녀이다. 어머니는 공비 왕씨이다. 동복형제로는 명 광종이 있다.
공주는 만력 12년 7월 경진일에 태어났다. 4살 때 병사하여, 선거공주, 정락공주, 염애왕 등의 이복 남매와 함께 금산에 묻혔다.
정릉 발굴 당시, 효정태후 부장기물함에서 아동복 3점이 출토되었는데, 운몽공주의 유물로 보이며, 사(纱), 라(罗), 양사(颵丝) 각각 1점이 노란색으로, 사의가 잘 보존되어 있으며, 옷깃이 맞닿아 있고, 직소, 노카라이며, 그 위에 꿩 무늬가 있다.